# Bárbara Palacios
Bárbara Palacios Teyde (Madrid, 9 dicembre 1963) è una modella venezuelana, eletta Miss Universo 1986.

## Biografia
Nata a Madrid, ma di nazionalità venezuelana, Bárbara Palacios è la terza Miss Venezuela ad aver vinto anche il titolo di Miss Universo. La sua incoronazione è avvenuta a Panama il 21 luglio 1986.
Dopo la vittoria del titolo, la Palacios ha condotto dal 1990 al 1996 il concorso di Miss Venezuela, ritornando un'altra volta anche nel 1999. In seguito ha fondato la BP Creations, un'azienda di gioielleria.